# Publius Gavius Balbus
Publius Gavius Balbus (vollständige Namensform Publius Gavius Publi filius Palatina Balbus) war ein im 2. Jahrhundert n. Chr. lebender Angehöriger des römischen Ritterstandes (Eques). Durch eine Inschrift in griechischer Sprache, die in Ephesos gefunden wurde, ist seine Laufbahn bekannt.
Balbus wurde zunächst mit dem Staatspferd geehrt. Danach wurde er zum Geschworenen gewählt. Im Anschluss wurde er Praefectus fabrum. Seine nachfolgende militärische Laufbahn bestand aus den für einen Angehörigen des Ritterstandes üblichen Tres militiae. Er wurde zunächst Kommandeur (Praefectus) der Cohors II Lucensium, die bis 127 in der Provinz Moesia inferior und ab 138 in Thracia nachgewiesen ist. Im Anschluss war er Tribunus in der Legio II Augusta, die in Britannia stationiert war. Zuletzt wurde er Kommandeur der Ala I Cannanefatium, die in Pannonia superior stationiert war.
Nach Beendigung seiner militärischen Karriere übernahm Balbus Positionen in der Verwaltung. Er war zunächst als Procurator Augusti an der Durchführung eines Zensus in den Regionen Galatia und Paphlagonia beteiligt. Danach war er als curator für zwei Straßen nördlich von Rom verantwortlich: der Via Cornelia und der Via Triumphalis. Zuletzt wurde er Procurator Augusti des Thrakischen Chersones. Der erste Posten war mit einem Jahreseinkommen von 60.000 Sesterzen verbunden, der zweite vermutlich ebenfalls mit 60.000 Sesterzen und der dritte Posten mit 100.000 Sesterzen.
Balbus war in der Tribus Palatina eingeschrieben; er stammte daher nicht aus Ephesos, da deren Tribus Quirina war. Da er aber zwei seiner drei Verwaltungspositionen im Osten des römischen Reiches ausübte, dürfte er aus einer der Provinzen im Osten stammen.
Die Statue mit der Inschrift wurde ihm zu Ehren von der Bevölkerung des Chersones gestiftet, da er sich als Procurator während einer Hungersnot um die dortige Bevölkerung verdient gemacht hatte. Die Basis der Statue wurde im Hauptort der Chersones, dem municipium Aelium Coela angefertigt und nach Ephesos gebracht; der Grund, warum die Statue in Ephesos errichtet wurde, ist unbekannt.
Die Inschrift wird bei der Epigraphik-Datenbank Clauss-Slaby auf 117/161 datiert. Hans-Georg Pflaum und Margaret M. Roxan datieren die Laufbahn von Balbus in die Regierungszeit von Hadrian (117–138) oder Antoninus Pius (138–161).